# Vespa (Dichter)
Vespa war ein antiker römischer Dichter. Er lebte vermutlich im 4. Jahrhundert.
Der Dichter ist nur aus seinem Werk bekannt, einem lateinischen Streitgedicht, in dem er im dritten Vers sein Cognomen Vespa („Wespe“) nennt. Für die Bestimmung seiner Lebenszeit gibt es wenig Anhaltspunkte; die Kriterien sind sprachlich, metrisch und kulturhistorisch. Die in der altertumswissenschaftlichen Fachliteratur vorgeschlagenen Datierungen schwanken zwischen dem 2. und dem 5. Jahrhundert. In der neueren Forschung hat sich die Auffassung durchgesetzt, dass Vespa wohl im 4. Jahrhundert lebte. Nach seinen Angaben ist er in vielen Städten erfolgreich aufgetreten, das heißt, er hat sein Werk zur Unterhaltung des Publikums öffentlich rezitiert. Da er sich zu Beginn bittend an die „göttlichen“ Musen wandte und die römische Götterwelt als gegeben voraussetzte, ist klar, dass er kein Christ war. Seine geistreichen Wortspiele und Wortwitze lassen erkennen, dass er sein Publikum geschickt zu unterhalten verstand.
Das heitere Gedicht besteht aus 99 Hexametern. Es trägt den Titel Iudicium coci et pistoris iudice Vulcano („Der Wettstreit zwischen Koch und Bäcker mit Vulkan als Schiedsrichter“). Ein Koch und ein Bäcker streiten darüber, welchem ihrer Berufe der Vorrang gebührt; jeder will zeigen, dass seine Kunst nützlicher sei. Das Thema war neuartig, es ist sonst aus der Antike kein Berufe-Wettstreit bekannt. Zuerst legt der Bäcker seine Auffassung dar, dann der Koch. Die Rolle des Schiedsrichters fiel Vulcanus zu, dem Gott des Feuers und der auf das Feuer angewiesenen Berufe. Der Gott fällte aber schließlich kein Urteil, da er beiden gleiche Wertschätzung entgegenbrachte. Er ermahnte sie, ihre Auseinandersetzung beizulegen; für den Fall, dass sie den Streit fortsetzten, drohte er ihnen an, ihnen das Feuer und damit die berufliche Existenzgrundlage zu entziehen.

## Ausgaben und Übersetzungen
- Alfred Johannes Baumgartner: Untersuchungen zur Anthologie des Codex Salmasianus. Köpfli, Baden 1981 (Dissertation; enthält S. 13–89 eine kritische Edition von Vespas Gedicht mit Einleitung, Übersetzung, Kommentar und Untersuchung)